# واده ویتس
واده ویتتس (به آلمانی: Waddeweitz) یک شهر در آلمان است که در نیدرزاکسن واقع شده‌است.

## خصوصیات
واده ویتتس ۴۸٫۸ کیلومترمربع مساحت دارد ۴۰ متر بالاتر از سطح دریا واقع شده‌است.